# Aderus
Aderus là một chi bọ cánh cứng trong họ Aderidae. Đây là họ giống như kiến.

## Các loài
- Aderus abnormipes (Heberdey, 1936)
- Aderus accrensis (Champion, 1924)
- Aderus acuminatus (Champion, 1915)
- Aderus aequinoctialis, Champion, 1890
- Aderus afflictus (Escalera, 1922)
- Aderus agnoscendus (Pic, 1907)
- Aderus albofasciatus (Pic, 1922)
- Aderus albolineatus (Champion, 1920)
- Aderus alboornatus (Pic, 1922)
- Aderus amazonicus (Champion, 1916)
- Aderus amulae (Champion, 1890)
- Aderus andamanensis (Champion, 1916)
- Aderus andrewesi (Champion, 1916)
- Aderus angulalipes (Pic, 1920)
- Aderus angulatus (Pic, 1898)
- Aderus angusticollis (Pic, 1904)
- Aderus ankavandranus (Pic, 1951)
- Aderus annulicornis (Champion, 1916)
- Aderus anomalipes Báguena-Corella, 1948
- Aderus antennalis (Broun, 1893)
- Aderus anthicoides (Champion, 1890)
- Aderus apicalis (Pic, 1905)
- Aderus apicicornis (Pic, 1909)
- Aderus apicipennis (Pic, 1905)
- Aderus appendiculatus (Champion, 1893)
- Aderus applicaticeps (Pic, 1903)
- Aderus arambourgi (Pic, 1939)
- Aderus arcuatipes (Pic, 1902)
- Aderus argentatus (Champion, 1890)
- Aderus argentinus (Pic, 1947)
- Aderus armipes (Fairmaire, 1896)
- Aderus arthriticus (Champion, 1916)
- Aderus atlasicus (Pic & Lindberg, 1932)
- Aderus atomarioides (Champion, 1916)
- Aderus atriceps (Pic, 1900)
- Aderus atricolor (Champion, 1890)
- Aderus atrofasciatus (Pic, 1923)
- Aderus atromarginatus (Pic, 1947)
- Aderus axillaris (Champion, 1916)
- Aderus banghaasi (Pic, 1935)
- Aderus barbatus (Heberdey, 1936)
- Aderus barbicornis (Champion, 1916)
- Aderus barrerai (Escalera, 1922)
- Aderus basilewskyi Pic, 1955
- Aderus bataviensis (Pic, 1902)
- Aderus beccarii (Pic, 1900)
- Aderus bellus (Pic, 1926)
- Aderus biafrensis (Pic, 1905)
- Aderus biannulatus Pic, 1953
- Aderus bicallosus (Pic, 1947)
- Aderus bidenudatus (Pic, 1947)
- Aderus bifasciatus (Pic, 1897)
- Aderus bigeminatus (Champion, 1916)
- Aderus biguttatus (Champion, 1920)
- Aderus binhanus (Pic, 1922)
- Aderus biparlitipennis (Pic, 1922)
- Aderus biroi (Pic, 1902)
- Aderus bisinuatus (Pic, 1902)
- Aderus bogotensis (Pic, 1907)
- Aderus boliviensis (Pic, 1909)
- Aderus bosilamus (Champion, 1920)
- Aderus bottegoi (Pic, 1905)
- Aderus brasiliensis (Pic, 1898)
- Aderus brastaginus Pic, 1952
- Aderus brevehumeralis (Pic, 1933)
- Aderus breviculus (Champion, 1920)
- Aderus brevipilis (Champion, 1915)
- Aderus breviramus (Champion, 1890)
- Aderus brevis (Pic, 1898)
- Aderus brevithorax (Pic, 1902)
- Aderus brouni (Pic, 1901)
- Aderus bruchi (Pic, 1926)
- Aderus brunnipennis (LeConte, 1875)
- Aderus bryanti (Pic, 1912)
- Aderus caesius (Champion, 1915)
- Aderus callanganus (Pic, 1910)
- Aderus canescens (Champion, 1893)
- Aderus carbonarius Báguena-Corella, 1948
- Aderus carinatus (Pic, 1900)
- Aderus caroti (Pic, 1909)
- Aderus castaneus (Champion, 1920)
- Aderus cavaticollis (Champion, 1925)
- Aderus cephalicus (Champion, 1920)
- Aderus ceylonicus (Pic, 1912)
- Aderus chamaeleopedes Escalera, 1941
- Aderus championi (Pic, 1894)
- Aderus chappuisi (Pic, 1939)
- Aderus chariensis (Pic, 1911)
- Aderus chevrolati (Pic, 1913)
- Aderus chiriquensis (Champion, 1890)
- Aderus ciliatus (Champion, 1915)
- Aderus cinctipennis (Champion, 1890)
- Aderus clavicornis (Champion, 1917)
- Aderus claviger (Champion, 1916)
- Aderus clavipes (Champion, 1916)
- Aderus clermonti (Pic, 1948)
- Aderus cochabambanus (Pic, 1948)
- Aderus coloratus (Broun, 1893)
- Aderus complanatus (Champion, 1920)
- Aderus concolor (Champion, 1915)
- Aderus conradti (Pic, 1907)
- Aderus constrictus (Fall, 1901)
- Aderus coomani (Pic, 1923)
- Aderus coroicoensis (Pic, 1939)
- Aderus corsicus (Pic, 1928)
- Aderus corticarioides (Champion, 1890)
- Aderus corumbanus (Pic, 1935)
- Aderus costaricanus (Pic, 1929)
- Aderus crassicornis (Pic, 1898)
- Aderus crassifemur (Pic, 1914)
- Aderus crassioricornis (Pic, 1948)
- Aderus crassipes (Champion, 1915)
- Aderus csikii (Pic, 1902)
- Aderus curtesignatus (Pic, 1948)
- Aderus curticornis (Pic, 1902)
- Aderus curtithorax (Pic, 1900)
- Aderus curtus (Champion, 1916)
- Aderus curtus (Escalera, 1922)
- Aderus curvipes (Champion, 1890)
- Aderus cylindricornis (Champion, 1916)
- Aderus decorsei (Pic, 1904)
- Aderus delamarei (Pic, 1946)
- Aderus dentatifemur (Pic, 1912)
- Aderus dentatipes (Pic, 1905)
- Aderus denticollis (Champion, 1916)
- Aderus denticulipes Báguena-Corella, 1948
- Aderus diehli (Pic, 1954)
- Aderus difactus Báguena-Corella, 1948
- Aderus dikoyanus (Champion, 1915)
- Aderus dilaticornis (Pic, 1898)
- Aderus dilatipes Pic, 1953
- Aderus discoidalis (Pic, 1902)
- Aderus disconiger (Pic, 1907)
- Aderus dispariceps (Pic, 1922)
- Aderus disper (Pic, 1905)
- Aderus dissimilis (Escalera, 1922)
- Aderus distincticornis (Pic, 1905)
- Aderus diversicornis (Pic, 1905)
- Aderus diversimembris (Pic, 1954)
- Aderus diversipes (Pic, 1900)
- Aderus dixersicornis (Pic, 1905)
- Aderus donceeli (Pic, 1948)
- Aderus donckieri (Pic, 1900)
- Aderus dryophiloides (Champion, 1916)
- Aderus egregius (Champion, 1915)
- Aderus elgonensis (Pic, 1939)
- Aderus elongatior (Escalera, 1922)
- Aderus elongatus (Pic, 1898)
- Aderus ephippiatus (Champion, 1916)
- Aderus erythropterus (Champion, 1915)
- Aderus escaleai (Pic, 1905)
- Aderus externenotatus (Pic, 1929)
- Aderus fasciatus (Melsheimer, 1846)
- Aderus fasciolatus (Marseul, 1882
- Aderus feai (Pic, 1906)
- Aderus femoralis (Champion, 1890)
- Aderus fenestratus (Pic, 1932)
- Aderus fijianus (Champion, 1924)
- Aderus fimbriatus (Champion, 1915)
- Aderus flabellatus (Champion, 1890)
- Aderus flavicornis (Champion, 1890)
- Aderus flavipalpis (Champion, 1893)
- Aderus flavipes (Champion, 1916)
- Aderus flavitarsis (Champion, 1890)
- Aderus flavofasciatus (Champion, 1916)
- Aderus flavus (Fairmaire, 1863)
- Aderus forticornis (Champion, 1890)
- Aderus foveatoimpressus (Pic, 1948)
- Aderus fragilis (Champion, 1890)
- Aderus francoisi (Pic, 1902)
- Aderus fulmeki (Heberdey, 1936)
- Aderus funereus (Champion, 1890)
- Aderus furcatimanus (Champion, 1916)
- Aderus fuscofasciatus (Champion, 1916)
- Aderus fuscofemoratus (Pic, 1948)
- Aderus fusconotatus (Champion, 1916)
- Aderus geniculatus (Champion, 1893)
- Aderus genjiensis (Pic, 1917)
- Aderus germaini (Pic, 1909)
- Aderus gestroi (Pic, 1900)
- Aderus gibbulus (Marseul, 1876)
- Aderus glaucescens (Champion, 1920)
- Aderus glaucus (Champion, 1916)
- Aderus goriensis (Champion, 1925)
- Aderus gounellei (Pic, 1901)
- Aderus goyasensis (Pic, 1902)
- Aderus gracilicornis (Pic, 1914)
- Aderus gracilioricornis (Pic, 1948)
- Aderus gracilipedes (Escalera, 1941)
- Aderus gracilis (Pic, 1898)
- Aderus grandiceps (Pic, 1900)
- Aderus grandipes (Pic, 1905
- Aderus grandis (Pic, 1904)
- Aderus gravidicornis (Wollaston, 1867)
- Aderus griseopilosus (Escalera, 1922)
- Aderus grouvellei (Pic, 1910)
- Aderus guttatus (Champion, 1896)
- Aderus guyanensis (Pic, 1920)
- Aderus halticoides (Champion, 1916)
- Aderus hanoiensis (Pic, 1933)
- Aderus hansaensis (Pic, 1947)
- Aderus hartmanni (Pic, 1907)
- Aderus hieroglyphicus (Pic, 1911)
- Aderus hoanus (Pic, 1938)
- Aderus holocinctus (Champion, 1920)
- Aderus holosericeus (Champion, 1916)
- Aderus horvathi (Pic, 1902)
- Aderus humeralis (Champion, 1890)
- Aderus immaculatus (Champion, 1915)
- Aderus impressipennis (Pic, 1898)
- Aderus impressithorax (Escalera, 1922)
- Aderus impressus (LeConte, 1875)
- Aderus inermipes Báguena-Corella, 1948
- Aderus infasciatus (Pic, 1903)
- Aderus inflatus (Champion, 1890)
- Aderus ingens (Champion, 1916)
- Aderus inimpressipennis (Pic, 1914)
- Aderus insularis (Champion, 1916)
- Aderus isabellae (Pic, 1922)
- Aderus ivoirensis (Pic, 1942)
- Aderus jamaicanus (Pic, 1911)
- Aderus javanus (Pic, 1894)
- Aderus jeanneli (Pic, 1914)
- Aderus kempi (Blair, 1924)
- Aderus kenyensis (Pic, 1939)
- Aderus kivuensis Pic, 1955
- Aderus kraatzi (Pic, 1907)
- Aderus labasae (Champion, 1924)
- Aderus lacanus (Pic, 1926)
- Aderus lacertosus (Champion, 1890)
- Aderus lacroixi (Pic, 1948)
- Aderus lactineus (Champion, 1893)
- Aderus lakniger (Pic, 1933)
- Aderus latefasciatus (Champion, 1916)
- Aderus latericius (Champion, 1916)
- Aderus laticeps (Champion, 1890)
- Aderus laticollis (Champion, 1890)
- Aderus laticornis (Pic, 1912)
- Aderus latior (Pic, 1898)
- Aderus latioriceps (Pic, 1932)
- Aderus latipennis (Pic, 1900)
- Aderus latissimus (Pic, 1899)
- Aderus latus (Pic, 1909)
- Aderus leanei (Pic, 1933)
- Aderus lemoulti (Pic, 1909)
- Aderus lentus (Champion, 1915)
- Aderus leopoldi (Pic, 1938)
- Aderus lesnei (Pic, 1932)
- Aderus limbatus (Pic, 1914)
- Aderus linearis (Champion, 1916)
- Aderus longicollis (Pic, 1914)
- Aderus longicornis (Pic, 1902)
- Aderus longioricornis (Pic, 1948)
- Aderus longissimus Báguena-Corella, 1948
- Aderus lucifugus (Heberdey, 1931)
- Aderus lugens (Champion, 1916)
- Aderus luniger (Champion, 1916)
- Aderus luzonensis (Champion, 1924)
- Aderus macassarensis (Pic, 1900)
- Aderus macrocephalus (Champion, 1916)
- Aderus maculibasis (Pic, 1902)
- Aderus maculicollis (Pic, 1897)
- Aderus maculipennis (Pic, 1898)
- Aderus magniceps (Pic, 1905)
- Aderus maindroni (Pic, 1898)
- Aderus manueli (Pic, 1922)
- Aderus marginatus (Pic, 1940)
- Aderus maroniensis (Pic, 1920)
- Aderus marquesanus (Blair, 1935)
- Aderus martapuranus (Pic, 1914)
- Aderus matangensis (Champion, 1915)
- Aderus mauritiensis (Pic, 1898)
- Aderus maynei (Pic, 1931)
- Aderus mcclurei Werner, 1962
- Aderus medioglaber (Pic, 1931)
- Aderus megalocephalus (Champion, 1916)
- Aderus melanosoma (Champion, 1915)
- Aderus melanotus (Champion, 1916)
- Aderus melanurus (Champion, 1915)
- Aderus meranganus (Champion, 1916)
- Aderus metallicus (Pic, 1902)
- Aderus mexicanus (Champion, 1893)
- Aderus microphthalmus (Champion, 1920)
- Aderus minimus (Champion, 1915)
- Aderus mixtifactum Báguena-Corella, 1948
- Aderus modestus (Pic, 1922)
- Aderus modiglianii (Pic, 1900)
- Aderus mucronatus (Pic, 1912)
- Aderus multinotatus (Pic, 1920)
- Aderus multispinosus (Pic, 1927)
- Aderus mutalus (Pic, 1922)
- Aderus neoguincensis (Pic, 1902)
- Aderus niger (Pic, 1905)
- Aderus nigriclava (Escalera, 1922)
- Aderus nigripes (Pic, 1909)
- Aderus nigrocinctus (Pic, 1914)
- Aderus nigrofasciatus (Pic, 1900)
- Aderus nigromaculatus (Pic, 1900)
- Aderus nigronotatus (Pic, 1912)
- Aderus nigropictus (Champion, 1915)
- Aderus nilgiriensis (Champion, 1916)
- Aderus nitidus (Broun, 1893)
- Aderus nodieri (Pic, 1933)
- Aderus notatipes (Pic, 1928)
- Aderus nucrocephalus (Pic, 1935)
- Aderus obliquus (Champion, 1893)
- Aderus obscuricolor (Pic, 1905)
- Aderus obscurior (Pic, 1898)
- Aderus obscurus (Broun, 1893)
- Aderus orientalis (Champion, 1915)
- Aderus pabalani (Escalera, 1922)
- Aderus pallidicolor (Pic, 1900)
- Aderus pallidimembris (Pic, 1914)
- Aderus pallidior (Escalera, 1922)
- Aderus palliditarsis (Pic, 1912)
- Aderus pallidobinotatus (Pic, 1934)
- Aderus pallidulus (Pic, 1902)
- Aderus parrieri (Pic, 1909)
- Aderus parvicollis (Champion, 1916)
- Aderus patkainus (Champion, 1916)
- Aderus patucki (Champion, 1924)
- Aderus paulonotatus (Pic, 1924)
- Aderus pendleburyi (Pic, 1945)
- Aderus penicillatus (Champion, 1916)
- Aderus perakensis (Champion, 1916)
- Aderus peregrinus (Pic, 1909)
- Aderus peruvianus (Pic, 1900)
- Aderus philippinus (Champion, 1920)
- Aderus piceoundulatus (Pic, 1935)
- Aderus piceus (LeConte, 1855)
- Aderus picinus (Fairmaire, 1893)
- Aderus pictipes (Broun, 1893)
- Aderus pilicornis (Pic, 1910)
- Aderus plumbeus (Champion, 1916)
- Aderus podagricus (Champion, 1916)
- Aderus populneus (Creutzer y Panzer, 1796)
- Aderus prehensus (Champion, 1916)
- Aderus proxidentipes Báguena-Corella, 1948
- Aderus ptinomorphus (Pic, 1948)
- Aderus pubens (Pic, 1897)
- Aderus pubescens (Pic, 1926)
- Aderus pulvinatus (Champion, 1916)
- Aderus punctatus (Pic, 1905)
- Aderus pygidialis (Pic, 1903)
- Aderus quadrisignatus (Champion, 1890)
- Aderus raffrayi (Pic, 1894)
- Aderus ramicornis (Pic, 1901)
- Aderus ramosus (Champion, 1890)
- Aderus rectifasciatus (Champion, 1916)
- Aderus revoili (Pic, 1915)
- Aderus roberti (Pic, 1910)
- Aderus robusticollis (Pic, 1927)
- Aderus robusticornis (Pic, 1909)
- Aderus robustipes (Pic, 1902)
- Aderus robustus (Pic, 1902)
- Aderus ruandanus Pic, 1955
- Aderus rubripennis (Pic, 1907)
- Aderus rubrocinctus (Heberdey, 1936)
- Aderus rubrus (Escalera, 1922)
- Aderus rufescens (Escalera, 1922)
- Aderus ruficornis (Pic, 1929)
- Aderus rufinus (Fairmaire, 1896)
- Aderus rufithorax (Pic, 1905)
- Aderus rufiventris (Champion, 1924)
- Aderus rufobasalis (Pic, 1932)
- Aderus rufonotatus (Champion, 1916)
- Aderus rufulus (Marseul, 1876)
- Aderus rugosicollis (Pic, 1902)
- Aderus saginatus (Casey, 1895)
- Aderus sahlbergi (Pic, 1898)
- Aderus sandakanus (Champion, 1920)
- Aderus scapularis (Fairmaire, 1896)
- Aderus schenckllingi (Pic, 1907)
- Aderus scoparius (Champion, 1915)
- Aderus scutatus (Champion, 1915)
- Aderus sellatus (Champion, 1916)
- Aderus semibrunneus (Pic, 1905)
- Aderus semilimbatus (Pic, 1905)
- Aderus semiopacus (Pic, 1903)
- Aderus semipruinosus (Pic, 1902)
- Aderus semiruber (Pic, 1907)
- Aderus separatus (Pic, 1948)
- Aderus septemnotatus (Pic, 1937)
- Aderus sericeus (Champion, 1890)
- Aderus setiger (Champion, 1915)
- Aderus sexdentatus (Champion, 1924)
- Aderus sexguttalus (Champion, 1920)
- Aderus sexmaculatus (Champion, 1890)
- Aderus siamensis (Champion, 1916)
- Aderus silaceus (Champion, 1893)
- Aderus singularis (Champion, 1890)
- Aderus sinuatefasciatus (Pic, 1936)
- Aderus sinuatipes (Pic, 1914)
- Aderus sinuatus (Pic, 1902)
- Aderus sinuosibasis (Escalera, 1922)
- Aderus snelli (Blair, 1935)
- Aderus soarezicus (Pic, 1898)
- Aderus spinicubitus Báguena-Corella, 1948
- Aderus spinipes (Pic, 1916)
- Aderus spinulosus (Escalera, 1922)
- Aderus stanleyi (Pic, 1948)
- Aderus staudingeri (Pic, 1900)
- Aderus sticticus (Champion, 1890)
- Aderus stigmosus (Champion, 1890)
- Aderus strangulatus (Champion, 1920)
- Aderus stratus (Champion, 1920)
- Aderus subangulatus (Pic, 1922)
- Aderus subcoeruleus (Pic, 1909)
- Aderus subcrassicornis (Pic, 1912)
- Aderus subcrassipes (Pic, 1902)
- Aderus subcurvipes (Pic, 1901)
- Aderus subfasciatus (LeConte, 1875)
- Aderus subopacus (Pic, 1902)
- Aderus subrufus (Champion, 1924)
- Aderus subscutellaris (Pic, 1929)
- Aderus subsericeus (Pic, 1900)
- Aderus sulcatulus (Pic, 1894)
- Aderus sulcicollis (Pic, 1902)
- Aderus sumatroe (Pic, 1894)
- Aderus surinamensis (Pic, 1939)
- Aderus suturalis (Champion, 1890)
- Aderus tabaci (Pic, 1933)
- Aderus tamatuvensis (Pic, 1921)
- Aderus tantillus (Champion, 1890)
- Aderus taprobanus (Champion, 1915)
- Aderus tavetanus (Pic, 1914)
- Aderus taveuniensis (Pic, 1932)
- Aderus tavoyanus (Champion, 1916)
- Aderus testaceicornis (Pic, 1908)
- Aderus testaceoapicalis (Pic, 1928)
- Aderus theresoe (Pic, 1900)
- Aderus thoracicus Báguena-Corella, 1948
- Aderus tibialis (Pic, 1900)
- Aderus torticornis (Champion, 1917)
- Aderus tortipes (Champion, 1916)
- Aderus tovarensis (Pic, 1921)
- Aderus triangularis (Pic, 1901)
- Aderus trifasciatus (Champion, 1890)
- Aderus triguttatus (Champion, 1916)
- Aderus trilineatus (Pic, 1920)
- Aderus trimaculatus (Pic, 1902)
- Aderus trinotatus (Champion, 1916)
- Aderus tristior Báguena-Corella, 1948
- Aderus tristis (Escalera, 1922)
- Aderus troglodytes (Champion, 1916)
- Aderus truncaticeps (Pic, 1928)
- Aderus tumidiceps (Champion, 1916)
- Aderus turrialbanus (Pic, 1929)
- Aderus ultimus (Pic, 1902)
- Aderus uncifer (Champion, 1916)
- Aderus undulatus (Champion, 1915)
- Aderus unifasciatus (Champion, 1890)
- Aderus vagenotatus (Pic, 1934)
- Aderus varipennis (Escalera, 1922)
- Aderus varus (Champion, 1920)
- Aderus vegenotatus (Pic, 1934)
- Aderus venezuelensis (Pic, 1902)
- Aderus versabilis (Pic, 1902)
- Aderus viani (Pic, 1938)
- Aderus vicinus (Pic, 1905)
- Aderus villiersi Pic, 1951
- Aderus vinsoni (Pic, 1936)
- Aderus vistaensis Báguena-Corella, 1948
- Aderus v-notatus (Champion, 1890)
- Aderus yaeyamanus Nomura, 1964